# Furstendömet Benevento
Furstendömet Benevento var en historisk italiensk monarki i södra Italien mellan 774 och 1081. Det utkristalliserades ur hertigdömet Benevento, och splittrades mellan Kyrkostaten, furstendömet Salerno och grevskapet Apulien och Kalabrien.